# Vaiges
Pour l’article homonyme, voir Vaige (homonymie).
Vaiges est une commune française, située dans le département de la Mayenne en région Pays de la Loire, peuplée de 1 164 habitants.
La commune fait partie de la province historique du Maine, et se situe dans le Bas-Maine.

## Géographie
| La Chapelle-Rainsouin     | Saint-Léger                      | Sainte-Suzanne-et-Chammes (Chammes)        |
| Soulgé-sur-Ouette         | Vaiges                           | Blandouet-Saint Jean (Saint-Jean-sur-Erve) |
| Saint-Georges-le-Fléchard | La Bazouge-de-Chemeré et Saulges | Saint-Pierre-sur-Erve                      |

### Climat
Pour des articles plus généraux, voir Climat des Pays de la Loire et Climat de la Mayenne.
En 2010, le climat de la commune est de type climat océanique altéré, selon une étude du CNRS s'appuyant sur une série de données couvrant la période 1971-2000. En 2020, Météo-France publie une typologie des climats de la France métropolitaine dans laquelle la commune est exposée à un climat océanique et est dans la région climatique  Moyenne vallée de la Loire, caractérisée par une bonne insolation (1 850 h/an) et un été peu pluvieux. 
Pour la période 1971-2000, la température annuelle moyenne est de 11,2 °C, avec une amplitude thermique annuelle de 14,1 °C. Le cumul annuel moyen de précipitations est de 756 mm, avec 12,3 jours de précipitations en janvier et 6,9 jours en juillet. Pour la période 1991-2020, la température moyenne annuelle observée sur la station météorologique de Météo-France la plus proche, sur la commune de Saint-Georges-le-Fléchard à 3 km à vol d'oiseau, est de 11,8 °C et le cumul annuel moyen de précipitations est de 798,7 mm,. Pour l'avenir, les paramètres climatiques de la commune estimés pour 2050 selon différents scénarios d'émission de gaz à effet de serre sont consultables sur un site dédié publié par Météo-France en novembre 2022.

## Urbanisme

### Typologie
Au 1er janvier 2024, Vaiges est catégorisée bourg rural, selon la nouvelle grille communale de densité à sept niveaux définie par l'Insee en 2022.
Elle est située hors unité urbaine. Par ailleurs la commune fait partie de l'aire d'attraction de Laval, dont elle est une commune de la couronne,. Cette aire, qui regroupe 66 communes, est catégorisée dans les aires de 50 000 à moins de 200 000 habitants,.

### Occupation des sols
L'occupation des sols de la commune, telle qu'elle ressort de la base de données européenne d’occupation biophysique des sols Corine Land Cover (CLC), est marquée par l'importance des territoires agricoles (93 % en 2018), en diminution par rapport à 1990 (98,6 %). La répartition détaillée en 2018 est la suivante : 
prairies (54,9 %), terres arables (37,3 %), forêts (4 %), zones urbanisées (2 %), mines, décharges et chantiers (1 %), zones agricoles hétérogènes (0,8 %). L'évolution de l’occupation des sols de la commune et de ses infrastructures peut être observée sur les différentes représentations cartographiques du territoire : la carte de Cassini (XVIIIe siècle), la carte d'état-major (1820-1866) et les cartes ou photos aériennes de l'IGN pour la période actuelle (1950 à aujourd'hui).

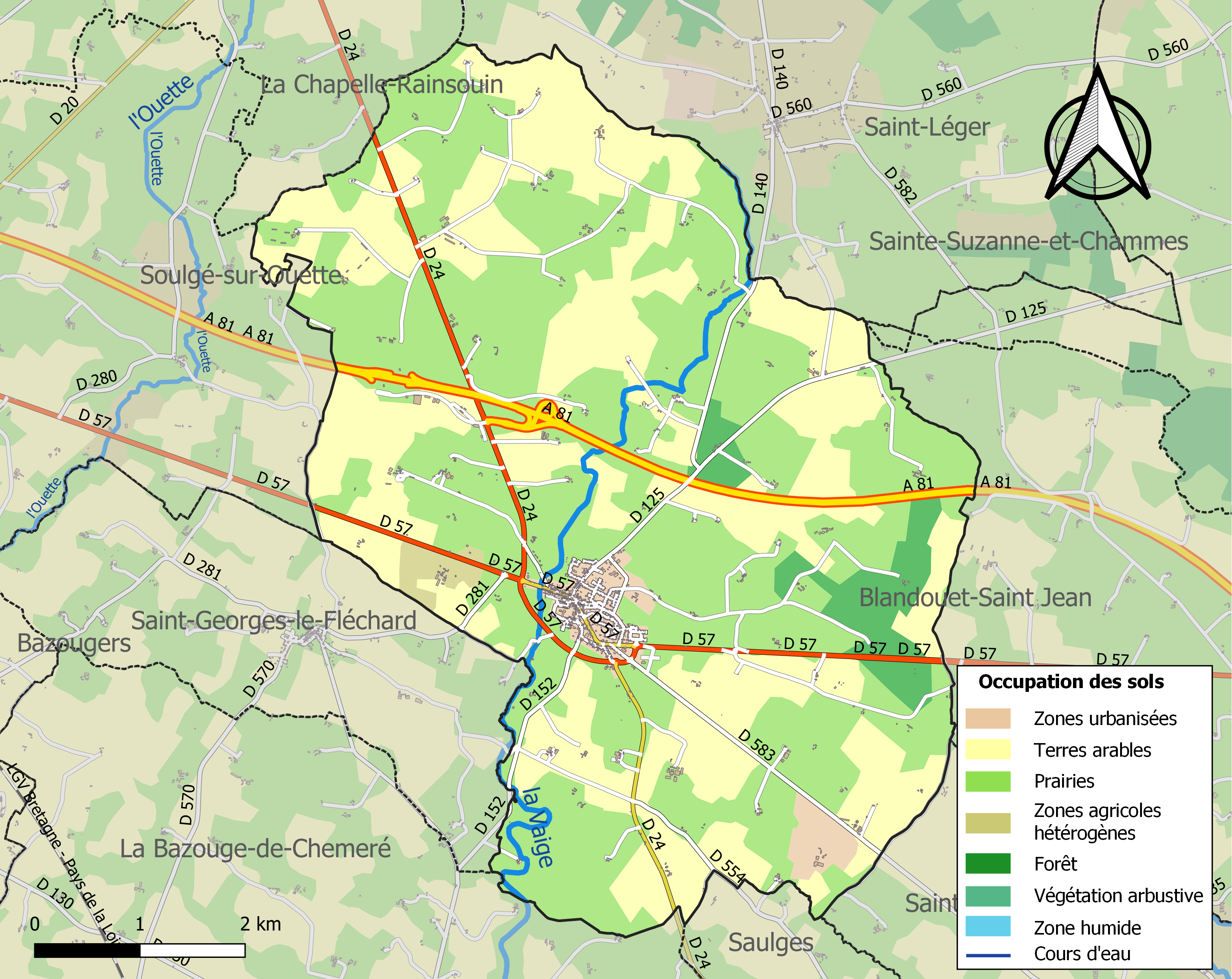
Carte des infrastructures et de l'occupation des sols de la commune en 2018 (CLC).

## Toponymie
Anciens noms : Vegia (1075), Vaigia, Vegge, Vege, Vage, Vagia, Vaige, Vages(1789) et de plus le nom de la rivière, la Vaige, y est associé.
Diverses possibilités :
- soit l'origine gauloise, veges signifiant étang or il y avait de grands étangs sur la rivière Vaige dans le bourg et dans celui de La Bazouge-de-Chemeré (voir carte de Jaillot 1706) qui ont depuis été asséchés en partie et transformés en plan d'eau.
- soit l'origine romaine gué[15] cependant on a du mal à croire que la bien petite Vaige y soit si difficile à traverser. On voit que la voie antique est-ouest passait sur la limite communale par la Pommeraie, les petits  Champs, le moulin de Couillé tandis que pour la voie nord-sud les cartes de Cassini et de Jaillot indiquent un passage sur une chaussée de l'étang et Jaillot ajoute même arche (pont?) mais cet étang n'est pas si grand qu'on ne puisse le contourner.
- Ne faudrait-il mieux pas simplement penser au fait que Vaiges était un vicus (un bourg-étape) le long d'une voie antique?

Le gentilé est Vaigeois.

## Histoire

### Le chemin de fer
Vaiges était desservi par la ligne de chemin de fer départemental reliant Laval à Saint-Jean-sur-Erve. Cette ligne fut ouverte à l'exploitation le 8 mai 1900. À partir du 8 novembre 1934, le service fut transféré sur route. En 1935, seuls vingt-quatre trains spéciaux circulèrent sur la ligne qui fut définitivement fermé le 1er mai 1935.
En 1902, la gare de Vaiges avait accueilli 12 000 voyageurs, ce qui en faisait la 3e gare la plus fréquentée de la ligne après Laval-Ville et Argentré.

### Incendie de 1968
Le jeudi 27 juin 1968, en fin d'après-midi, le centre du bourg de Vaiges a connu l'un de ses plus terribles accidents de la circulation. Un camion-citerne de 30 000 litres s'étant retourné dans la descente assortie d'un virage, a fini sa course sur le parking attenant à l'église. Les flammes de l'incendie qui s'ensuivit ont détruit en majorité l'église, deux maisons adjacentes dont la boulangerie, ainsi que deux véhicules en stationnement. Le chef de corps, le lieutenant Faust Scozzesi de la caserne des sapeurs-pompiers de Laval, est arrivé le premier sur les lieux et a pu constater les dégâts. La grande échelle fut déployée afin de circonscrire le sinistre essentiellement sur l'église et les maisons attenantes, pendant deux heures.
Cet incendie permit de découvrir des peintures médiévales qui étaient recouvertes par du plâtre sur les murs de l'église et restaurées par le service archéologique de la Mayenne, MM René Diehl et Robert Boissel.

### Époque contemporaine
En 2020, un habitant des Hauts-de-Seine, Marcel Montillet, fait don d'un demi-million d'euros à la commune. Il n'y a pas lui-même vécu mais son épouse y avait trouvé refuge pendant la Seconde Guerre mondiale ; elle est enterrée dans le cimetière communal.

## Héraldique
| Blason de Vaiges | Blason  | De sinople au chevron renversé d'or accompagné en chef d'un gril d'argent, posé en pal la poignée en bas et en pointe de deux coquilles du même. |
| Blason de Vaiges | Détails | Le statut officiel du blason reste à déterminer.                                                                                                 |

## Démographie
L'évolution du nombre d'habitants est connue à travers les recensements de la population effectués dans la commune depuis 1793. Pour les communes de moins de 10 000 habitants, une enquête de recensement portant sur toute la population est réalisée tous les cinq ans, les populations de référence des années intermédiaires étant quant à elles estimées par interpolation ou extrapolation. Pour la commune, le premier recensement exhaustif entrant dans le cadre du nouveau dispositif a été réalisé en 2005.
En 2022, la commune comptait 1 164 habitants, en évolution de +0,34 % par rapport à 2016 (Mayenne : −0,73 %, France hors Mayotte : +2,11 %).
| 1793  | 1800  | 1806  | 1821  | 1831  | 1836  | 1841  | 1846  | 1851  |
| ----- | ----- | ----- | ----- | ----- | ----- | ----- | ----- | ----- |
| 1 294 | 1 285 | 1 293 | 1 358 | 1 462 | 1 549 | 1 592 | 1 768 | 1 783 |

| 1856  | 1861  | 1866  | 1872  | 1876  | 1881  | 1886  | 1891  | 1896  |
| ----- | ----- | ----- | ----- | ----- | ----- | ----- | ----- | ----- |
| 1 687 | 1 705 | 1 647 | 1 509 | 1 565 | 1 535 | 1 496 | 1 503 | 1 417 |

| 1901  | 1906  | 1911  | 1921  | 1926  | 1931  | 1936  | 1946  | 1954  |
| ----- | ----- | ----- | ----- | ----- | ----- | ----- | ----- | ----- |
| 1 346 | 1 342 | 1 346 | 1 130 | 1 116 | 1 126 | 1 093 | 1 053 | 1 002 |

| 1962 | 1968 | 1975 | 1982 | 1990  | 1999  | 2005  | 2006  | 2010  |
| ---- | ---- | ---- | ---- | ----- | ----- | ----- | ----- | ----- |
| 977  | 962  | 977  | 969  | 1 019 | 1 071 | 1 151 | 1 157 | 1 155 |

| 2015  | 2020  | 2022  | - | - | - | - | - | - |
| ----- | ----- | ----- | - | - | - | - | - | - |
| 1 152 | 1 165 | 1 164 | - | - | - | - | - | - |

## Économie
D'après l'instituteur en 1899 Vaiges était tourné vers la route : élevages de chevaux, relais, charrons et forgerons, auberges, restaurants et surtout distillerie d'eau de vie de pomme et nombreux cafés pour écouler cette importante production.
De nos jours des zones industrielles et artisanales se sont développées. Le bourg conserve encore de nombreux commerces et services utilisés par les habitants des nombreux lotissements.

## Lieux et monuments
- L'église paroissiale Saint-Laurent, d'origine romane et fortement remaniée au XIXe siècle[28].
- Le manoir d'Aubigné.
- Le manoir de Villiers.
- Le château de Lesnières.
- L'ancienne gare (patrimoine industriel)[29]
- Le mausolée de la famille Robert-Glétron[30]

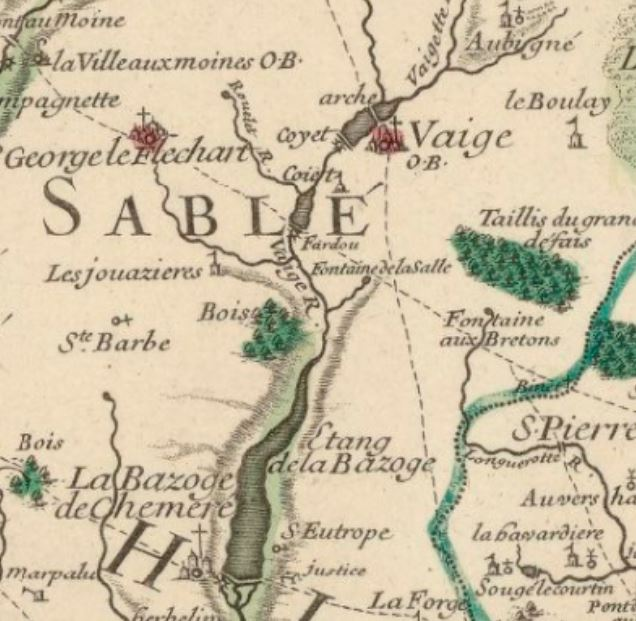
Extrait de la carte de Jaillot en 1706 pour l'évêque du Mans montrant Vaiges et son grand étang sur la Vaige.
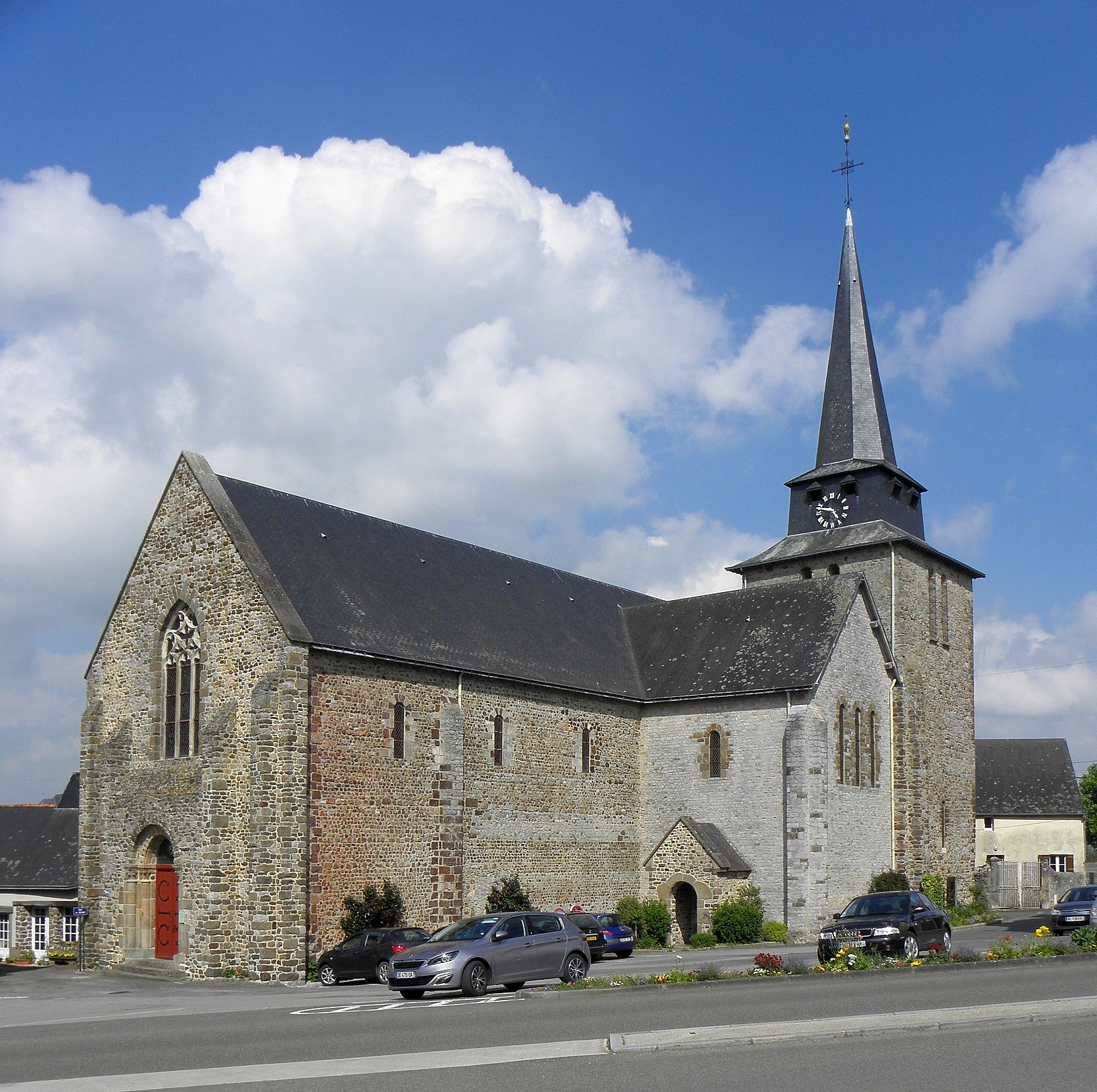
L'église Saint-Laurent.
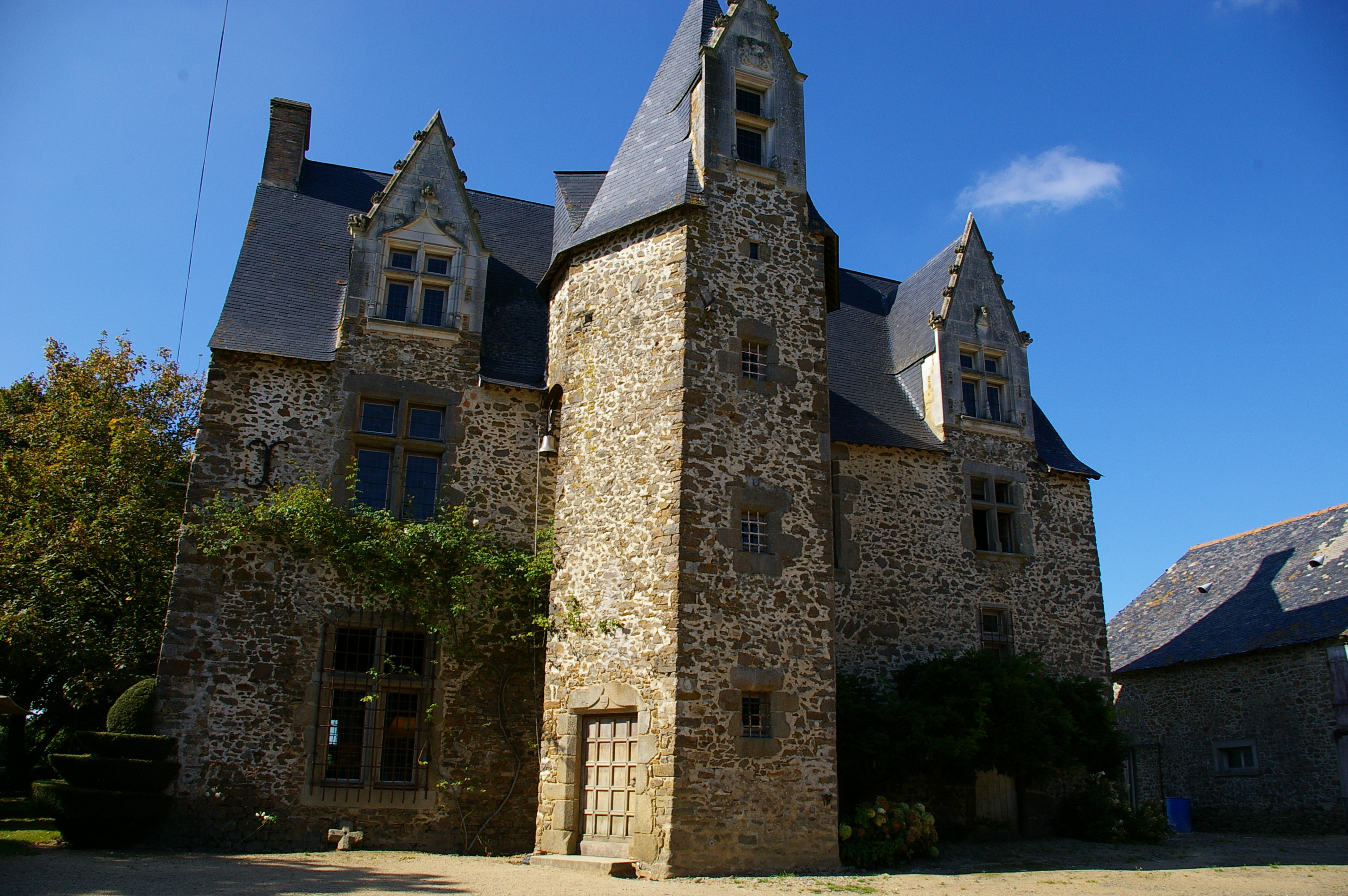
Le manoir d'Aubigné.

## Activité et manifestations

### Jumelages
Sulzheim (Allemagne) depuis 1967.
Le jumelage du canton de Sainte-Suzanne / communauté de communes d'Erve et Charnie, avec Sulzheim (Rhénanie-Palatinat) a été initié en 1966 par Victor Julien, conseiller général, maire de Thorigné-en-Charnie, et Adam Becker, dans la famille duquel Victor Julien avait été prisonnier de guerre de 1940 à 1945.

## Personnalités liées à la commune
- Michel Jacquet dit Taillefer (1754-1796), chef chouan de la division de Vaiges.
- Martial de Savignac (1759-1796), curé de Vaiges de 1786 à sa mort.
- Claude-Augustin de Tercier (1752-1823), général dans les armées royales, à la tête des chouans de la Charnie, commandant la division de Vaiges.
- Émile-Marie Bodinier (1842 à Vaiges-1901), religieux et botaniste.
- Félicité-Marie Glétron (1830 à Vaiges-1905), institutrice puis militante laïque luttant pour l'égalité de l'enfant devant l'instruction.
- Anatole Édouard Robert (1845-1900), homme politique français, maire de Vaiges, conseiller général du canton de Sainte-Suzanne (Mayenne).
- Jacques Robert (1875-1892), écrivain, a vécu et est enterré à Vaiges.
- Sylvain Hairy (né en 1934 à Vaiges, mort en 1988), sculpteur.
- Josée Gorce (1940 à Vaiges-2014), animatrice radio.